# Chronologie de la Savoie
L'article Chronologie de la Savoie recense les grands évènements qui ont marqué l'Histoire de la Savoie sur les territoires actuels des départements français de la Savoie et de la Haute-Savoie mais également ce qui fut l'assise territoriale des États de Savoie.

## Protohistoire
- -13 000 et -7 000 ans avant notre ère : Premières occupation de la Savoie.
- -5 000 et - 2 500 : les premières communautés sédentaires s'installent dans ces contrées, notamment des villages lacustres.
- - VIIIe siècle : peuplement Ligures.
- -Ve siècle : premières migrations celtes (Allobroges, Ceutrons, Médulles, Graiocèles)

## Antiquité
- - 122 : défaites Allobroges par les Romains, près d'Avignon.
- -42 : Axima (aujourd'hui Aime) en devient la capitale, sous le nom de Forum Claudii Ceutronum
- -6 : soumission définitive des tribus alpestres (Trophée de la Turbie)

### IIesiècle
- 171 : réforme administrative et territoriale, unification des provinces des Alpes Graies et des Alpes Pennines (canton du Valais).

### IIIesiècle
- 286 : Nouvelle réorganisation avec la fusion des Alpes Graies et des Alpes Pennines, et le viennois (dont l'Allobrogie) devient une province avec pour capitale Vienne.
- Vers 290 : la « légion thébaine » a pour ordre de tuer la population de Octodure (Martigny). Parmi les légionnaires refusant ce traitement, le martyr Maurice d'Agaune (futur saint Maurice), qui devient le saint patron de la famille de Savoie.

### Vesiècle
- Vers 443, le général romain Aetius concède la Sapaudia à un peuple germain, les Burgondes, originaire du Main
- 443 : Fondation du royaume des Burgondes en Sapaudia

## Le Moyen Âge

### VIesiècle
- 501 : Le roi des Burgondes Gondebaud rédige le code dit de la loi Gombette.
- 515 : Fondation de l'Abbaye territoriale de Saint-Maurice d'Agaune

### VIIesiècle

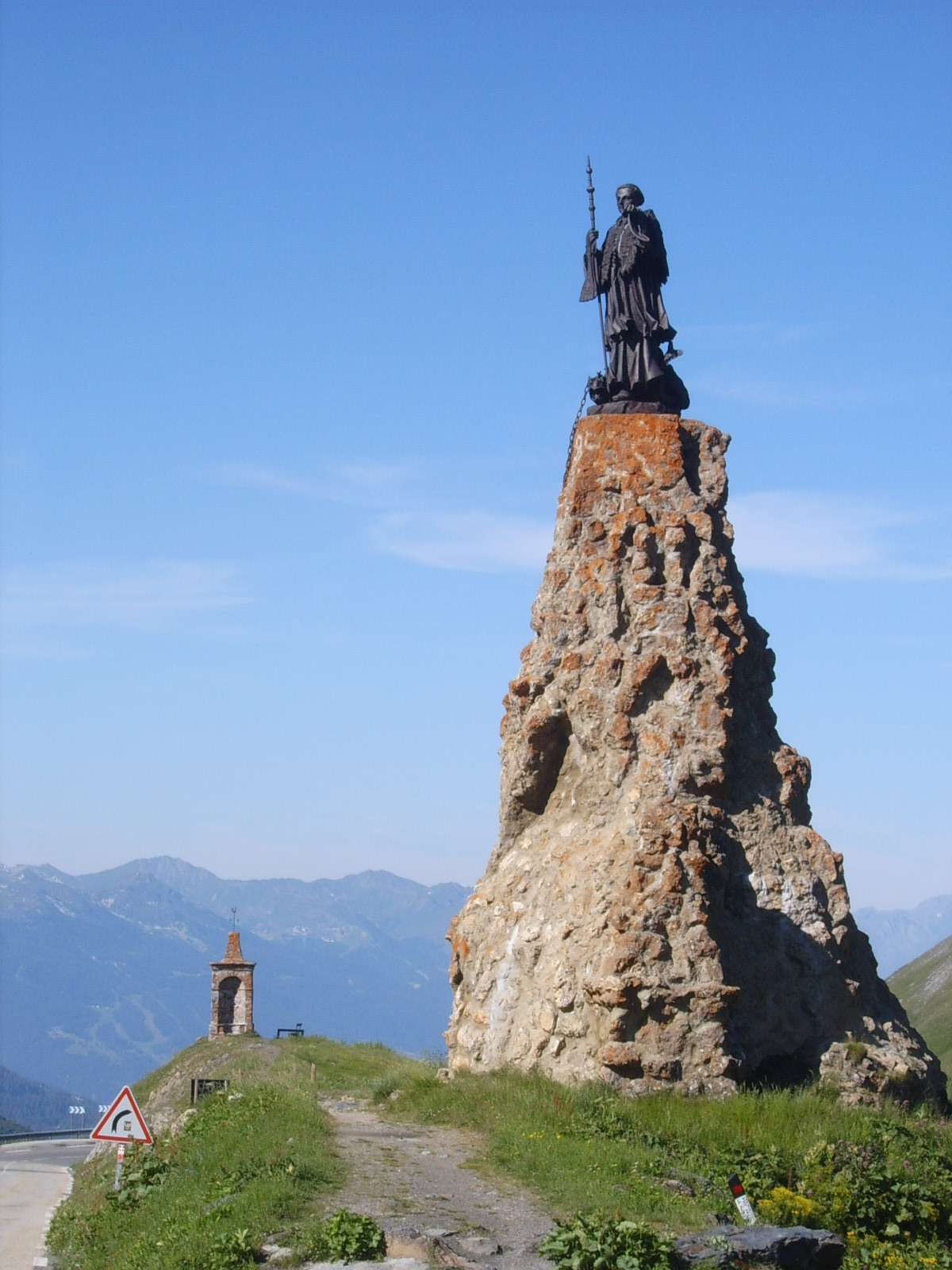
Statue de Saint Bernard de Menthon au Col du Petit-Saint-Bernard

- 726 : Abbon fonde l´abbaye de la Novalaise au pied du Mont-Cenis, dans le val de Suse.

### Xesiècle
- 962 : Bernard de Menthon fonde les deux hospices des cols du Grand-Saint-Bernard et du Petit-Saint-Bernard.

### XIesiècle
- 1019 : Fondation de l'Abbaye de Talloires.
- 1027 - 1047 : Humbert (v. 980-v. 1048), surnommé Blanches-mains, fondateur de la Maison de Savoie. En 1032, il reçoit le titre de Comte de Maurienne et le territoire de la Savoie (province de Savoie Propre), qui devient terre d'Empire.
- 1051 : Othon Ier de Savoie épouse Adélaïde de Suse.
- 1076 : L'empereur Henri IV (qui a épousé la fille d'Odon 1er, Berthe de Savoie) passe le Mont-Cenis, la famille de Savoie reçoit les terres de Bugey, le marquisat d'Ivrée et le Chablais.
- 1083 : Fondation de l'abbaye de Contamine-sur-Arve.
- vers 1094 : Fondation de l'Abbaye Notre-Dame d'Aulps.

### XIIesiècle
- 1125 : Fondation de l'Abbaye d'Hautecombe.
- 1132 : Fondation de l'Abbaye Notre-Dame de Tamié.
- 1143 : Amédée III reçoit le titre de comte de Savoie.

### XIIIesiècle
- 1232 : Achat de Chambéry qui devient la capitale des comtes de Savoie.
- 1248, 24 au 25 novembre : Éboulement du Mont Granier.

### XIVesiècle
- 1310 : Bonneville devient la capitale du Faucigny à la place de Cluses.
- 1325, 7 août : Bataille de Varey, opposant comtes de Savoie aux dauphins du Viennois.
- 1355 : traité de Paris, fin du conflit entre le France et la Savoie.
- 1381, 8 avril : Le traité de Turin prescrit la dépopulation et le démantèlement de Ténédos. On en abandonna la souveraineté nominale au Duc de Savoie[1].
- 1388 (28 septembre) - 1391 : Dédition de Nice à la Savoie.

### XVesiècle
- 1401, 5 août : Acquisition du comté de Genève.
- 1416, 19 février : L'empereur Sigismond  érige le comté de Savoie en duché.

## Duché et Royaume de Savoie (1416 à 1792)

### XVIesiècle
- 1536 : Le pays de Vaud, Gex, Ternier-Gaillard et une partie du Chablais (bailliage de Thonon) sont conquis par les Bernois et passent à la Réforme, les Valaisans occupant le reste du Chablais. 1re occupation françaises du reste du duché par les troupes de François Ier et Henri II.
- 1559 : La France rend au duc de Savoie la plupart des territoires conquis en 1536 au traité du Cateau-Cambrésis. Installation d’un Sénat à Chambéry et d’un autre à Turin.
- 1561 : Recensement pour la gabelle du sel en vue de créer de nouvelles ressources fiscales.
- 1564 : Berne rend au duc de Savoie les bailliages de Gex, Ternier-Gaillard et de Thonon (restitution effective en août 1567), mais conserve définitivement le Pays de Vaud.
- 1569 : Les Valaisans restituent au duc de Savoie la plus grande partie du Chablais conquise en 1536.
- 1593 : Re-catholicisation du Chablais par François de Sales. Elle est achevée en 1598.
- 1570-1596 : Peste en Savoie.

### XVIIesiècle
- 1600 - 1601 : Guerre franco-savoyarde et 2e occupation française par Lesdiguières. Henri IV entre dans Chambéry.
- 1601, 17 janvier : le Traité de Lyon met fin au conflit entre Charles-Emmanuel Ier duc de Savoie et le roi de France Henri IV. Perte des bailliages de Bresse, Bugey et Gex.
- 1602 : échec de l'Escalade sur Genève. François de Sales devient évêque de Genève, mais son siège épiscopal est à Annecy.
- 1622, mort de Saint François de Sales.
- 1630-1632 : épidémie de peste en Savoie, notamment à Chambéry.
- 1630 : Chambéry est assiégé par Louis XIII et Richelieu le 17 mai et siège de Montmélian (1630-1631) pendant 13 mois sans capitulation savoyarde
- 1633 : le Duc de Savoie, Victor-Amédée Ier, qui rêve d'un titre royal, obtient le droit de porter le titre d’Altesse Royale.
- 1636, 41-52 : guerre civile en Savoie. Christine de France devient régente, elle est en conflit avec les princes Thomas et Maurice. Mauvaises récoltes et famines.
- 1665 : canonisation de François de Sales
- 1695 :  le Duc de Savoie récupère le comté de Nice aux Français à la suite du mariage de sa fille avec le petit-fils de Louis XIV.
- 1690 - 1696 : Siège de Montmélian (1690-1691). 3e occupation française par les troupes de Louis XIV menée par le maréchal Nicolas de Catinat.

### XVIIIesiècle

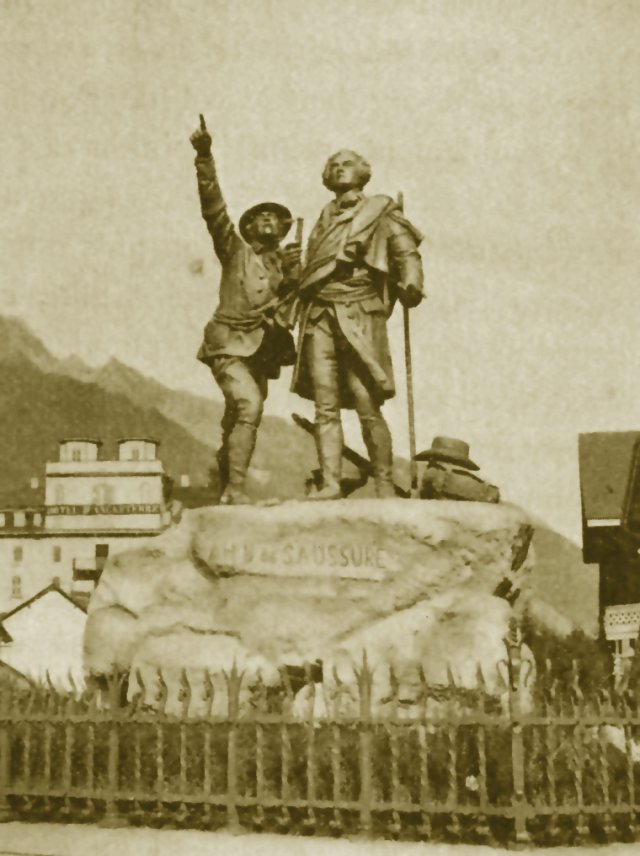
Monument en l'honneur de Horace-Bénédict de Saussure en compagnie de son guide à Chamonix.

- 1703 - 1713 : 4e occupation française avec le siège de Chambéry.
- 1706 : La citadelle de Montmélian réputée imprenable est détruite sur ordre de Louis XIV et sur les conseils de Vauban après que la citadelle eut résisté aux sièges de Louis XIII en 1630 et de Louis XIV en 1691 et 1701 sans résister aux assauts de François Ier en 1552, Henri II et Henri IV en 1600
- 1713, avril : Traités d'Utrecht. Victor-Amédée II reçoit la couronne de Sicile qu’il échange avec la Sardaigne en 1718.
- 1726 : Recensement des hommes en Savoie prenant le nom de Consigne des mâles.
- 1728 à 1738 : réalisation de la mappe sarde.
- 1742 - 1749 : occupation espagnole en 1742-49, sans compter.
- 1779 : création du diocèse de Chambéry, démembré de celui de Grenoble.
- 1786, 8 août : Jacques Balmat et le docteur Michel Paccard, en passant par les Grands Mulets parviennent au sommet du Mont Blanc.
- 1787, 3 août : Horace-Bénédict de Saussure, accompagné de son valet de chambre et de dix-huit guides atteignent le sommet.

## La Savoie française de 1792 à 1815
- 1792, 22 septembre : entrée des troupes révolutionnaires du général Montesquiou en Savoie. Fuites des élites du duché.
- 1792, 27 novembre : décret du 27 novembre 1792 réunion de la Savoie à la France. Le duché de Savoie et ses six provinces deviennent le 84e département français sous le nom de "département du Mont-Blanc". Une partie du territoire formera avec Genève en 1798, le département du Léman.
- 1793 : la Terreur est menée par Antoine Louis Albitte. Plusieurs révoltes contre le nouveau pouvoir républicain, en Faucigny (avril, mai), Tarentaise, Thônes (mai), Rumilly (août). 18 mai : Jugement de Marguerite Frichelet-Avet. Destruction d'édifices religieux, le nom des paroisses est modifiée.
- 1798 : annexion de Genève.
- 1814, 30 mai : le traité de Paris divise la Savoie en deux. Les Autrichiens entrent dans Chambéry et occupent la Savoie pour le compte du Roi de Piémont-Sardaigne.

## Buon governoetRisorgimento(1815 à 1860)
- 1815, juin : à la suite du traité de Paris de 1815, Victor Emmanuel Ier, frère de Charles-Emmanuel IV rentre de son exil de Cagliari et récupère le Piémont et la Savoie.
- 1820 : Création de l'Académie de Savoie, l'Académie des sciences, belles-lettres et arts de Savoie.
- 1821, 24 juillet : Création de la Compagnie des guides de Chamonix.
- 1836 : Fondation d'Albertville.
- 1838 : La Compagnie savoyarde établit le premier chemin de fer en Savoie (Chambéry-Le Bourget-du-Lac).
- 1855, 7 juin : Les Allobroges est joué pour la première fois par un contingent sarde au cours de la guerre de Crimée. (Hymne de la Savoie)
- 1857 : Germain Sommeiller procède à la première percée du Mont-Cenis (Tunnel ferroviaire du Mont-Cenis).
- 1859, 24 juin : La brigade de Savoie s'illustre à la bataille de Solférino.

## L’Annexion de la Savoie(1860)
- 21 juillet 1858 : Entrevue secrète de Plombières entre  Napoléon III et Camille Benso, comte de Cavour, premier ministre du Royaume de Piémont-Sardaigne durant laquelle se décide l'aide française au royaume dans sa lutte contre l'Empire autrichien, en échange des territoires savoyards et niçois. Un traité secret sera signé le 26 janvier 1859.
- 7 juillet 1859 : Signature de l'armistice de Villafranca, à la suite de laquelle Napoléon III renonce à la Savoie et Cavour abandonne le pouvoir.
- 16 janvier 1860 : Retour de Cavour au pouvoir.
- Février/Mars : Pétitionnent en Chablais et Faucigny pour un rattachement à la Suisse. Réaction des conservateurs pour le maintien de l'unité savoisienne.
- 26 février : Le gouvernement français repousse l'idée d'une Savoie indépendante.
- 1er mars : Napoléon III annonce au Corps législatif son intention de « réclamer les versants français des montagnes ».
- 8 mars : Vœu des conseils divisionnaires réunis à Chambéry en faveur du maintien de l'unité savoisienne.
- 12 mars : Signature à Turin de la convention préliminaire secrète reconnaissant la cession de la Savoie et de Nice à la France. On retient le principe de consultation des populations.
- 21 mars : Une délégation de 41 savoisiens est reçue solennellement aux Tuileries par l'Empereur.
- 24 mars : Signature et publication du traité d'Annexion, dit Traité de Turin.
- avril : Des émissaires français parcourent le Chablais et le Faucigny. Début de la mission du sénateur Armand-François-Rupert Laity (4 au 28 avril) en vue de la préparation du plébiscite.
- 22-23 avril : Plébiscite.
- 29 avril : Proclamation des résultats officiels du plébiscite par la Cour d'Appel de Savoie (Chambéry). À la question « La Savoie veut-elle être réunis à la France ? ». 130 533 voix sur 130 839 exprimés (135 449 inscrits) ont répondu "oui".
- 27 août au 5 septembre : Voyage de l´empereur Napoléon III et de l´impératrice.

## L'intégration à la nation française (1861-1914)
- 1870, 24 septembre : Départ du 1er bataillon de Savoie, commandé par Albert Costa de Beauregard.
- 1871, 17 au 19 septembre : Inauguration officielle du tunnel ferroviaire du Mont-Cenis.
- 1872, 21 septembre - octobre : Voyage de Léon Gambetta. Le 5 octobre, à Bonneville, il prononce la phrase « ...Le parti clérical. Oui, c´est là l´ennemi. »
- 1872 : Lancement d´une Compagnie de Navigation sur le lac d´Annecy (CNLA), rivale de la compagnie municipale. (Voir aussi Bateaux de croisière du Lac d'Annecy)
- 1909, 29 mai : Inauguration du Chemin de fer du Montenvers (Chamonix).
- 1913 : Création de la Banque de Savoie.

## D’une guerre à l’autre (1914 à 1945)
- 1924 : Jeux olympiques d'hiver de 1924 à Chamonix.
- 1923 - 1932 : Litiges entre la France et la Suisse (Affaire des zones franches)
- 1940, juin : Le 10,  Mussolini déclare la guerre à la France. Le 20, offensive italienne dans les Alpes. Le 21 juin, les troupes allemandes passent le Rhône et entrent en Savoie. Le 25, arrêt des combats.
- 1941, 22-23 septembre : Visite du Maréchal Philippe Pétain.
- 1942, 11 novembre : Occupation généralisée de la Savoie par les troupes italiennes.
- 1943 : Constitution des maquis.
- 1943 : Bombardement les 26 juillet, 16/17 septembre et 11 novembre de Modane qui contrôle l'accès au tunnel ferroviaire du Mont-Cenis.
- 1944, 24-26 mars : Tragédie des Glières (Maquis des Glières), Défaite des armes, mais victoire des âmes (Henri Romans-Petit)
- 1944, août - septembre : Libération par les forces alliées et la résistance de la Savoie.

## La Savoie depuis 1945
- 1952 : Le lac de Chevril noie l'ancien village de Tignes.
- 1960 :  Centenaire du Rattachement de la Savoie. (Voir Annexion de la Savoie)
- 1962, 18 mars : Signature des accords d'Évian.
- 1963, 6 juillet : Décret permettant la création du Parc national de la Vanoise.
- 1965, 16 juillet : Inauguration du tunnel routier du Mont-Blanc.
- 1989, février : lancement de la TV8 Mont-Blanc.
- 1970, octobre : constitution de l'Union des sociétés savantes de Savoie (Voir Liste des sociétés savantes de Savoie)
- 1971 - 1972 : débat sur une région Savoie. 1971, Création du Mouvement Région Savoie. 15 mai 1973, les Conseils généraux de Savoie et de Haute-Savoie votent. Le Conseil général de la Savoie, peu favorable à la création d'une région, vote le matin pour un syndicat interdépartemental. Le Conseil général de la Haute-Savoie, bien que favorable, en prend acte lors du vote l'après-midi. Le rapporteur Henri Briffod, farouche opposant à une région Savoie, rappelle que « Pour se marier, il faut être deux »...
- 1990, 14 décembre : réouverture de l'Impérial Palace (Annecy).
- 1992, 8-23 février : les XVIe Jeux olympiques d'hiver se sont déroulés en 1992 à Albertville.
- 1998, 15 mars : Patrice Abeille de la Ligue savoisienne obtient un siège au Conseil régional de Rhône-Alpes.
- 1999, 24 mars : catastrophe du tunnel du Mont-Blanc.

### Chronologie des communes savoyardes
Chronologies spécifiques des villes de la Savoie et de la haute-Savoie, classés par ordre alphabétique :
- Chronologie d'Aix-les-Bains
- Chronologie d'Annecy
- Chronologie de Chambéry

### Liste
- Liste des comtes et ducs de Savoie